# Voulez-vous danser grand-mère ? (album)
 (juin 2019).
Si vous disposez d'ouvrages ou d'articles de référence ou si vous connaissez des sites web de qualité traitant du thème abordé ici, merci de compléter l'article en donnant les références utiles à sa vérifiabilité et en les liant à la section « Notes et références ».
Pour l’article homonyme, voir Voulez-vous danser grand-mère ?.
Albums de Chantal Goya
La Poupée
(1978)
Voulez-vous danser grand-mère ? est le premier album studio de la chanteuse Chantal Goya. Cet album, sorti en 1977, a été certifié disque de platine en 1980 pour plus de 400 000 exemplaires vendus en France[source insuffisante].

Cet album est en réalité le regroupement partiel de chansons sorties au préalable en format 45 tours de 1975 à 1977. 
Seules Voulez-vous danser grand-mère ?, Allons chanter avec Mickey et Quatre petits soldats étaient totalement inédites au moment de la sortie de l'album en novembre 1977. 
Voulez-vous danser grand-mère ? et Allons chanter avec Mickey sortent sur le même 45 tours au même moment que l'album. Le 45 tours en question reprend d'ailleurs la même photo de pochette que celle de l'album. Seule la chanson Quatre petits soldats restera inédite en format 45 tours.   
Il a été réédité en CD chez Podis / Polygram en 1997, puis en 2013 dans le coffret L'Intégrale chez Sony.

## Titres
1. Voulez-vous danser grand-mère ? (Jean Lenoir - J.R. Balte / Alex Padou) 3:15
2. Un lapin (Roger Dumas - Jean-Jacques Debout) 2:45
3. Quatre petits soldats (Roger Dumas - Jean-Jacques Debout) 3:08
4. Siffle la notre chanson d'amour (Roger Dumas - Jean-Jacques Debout / Jean-Jacques Debout) 3:09
5. Adieu les jolis foulards (Roger Dumas - Jean-Jacques Debout) 3:35
6. Allons chanter avec Mickey (Jean-Jacques Debout) 2:53
7. A.B.C.D (Jean-Jacques Debout) 3:08
8. Davy Crockett (F. Blanche - G. Bruns / T. Blackburn) 3:06
9. Dans notre maison (Roger Dumas - Jean-Jacques Debout / Jean-Jacques Debout) 2:39
10. On va jouer au carnaval (Roger Dumas - Jean-Jacques Debout / Jean-Jacques Debout) 2:55

## Crédits
- Direction artistique : Jean-Daniel Mercier, Jean-Jacques Debout
- Arrangements : J.D. Mercier (1, 2, 3, 6), Pierre Porte (4, 5, 9, 10), J.J. Debout (7), Boyer (8)
- Chorale : Les Petits chanteurs d'Aix-en-Provence (1, 2, 6, 7)

## Singles
- Adieu les jolis foulards / Sur une photo (En duo avec Jean-Jacques Debout) - 1976
- Notre chanson d'amour / Dans notre maison - 1976
- Davy Crockett / C'est un dernier nuage (Morceau instrumental) - 1976
- Voulez-vous danser grand-mère ? - Allons chanter avec Mickey - 1976
- Un lapin / A.B.C.D. - 1977
- On va jouer au carnaval / L'argent ne fait pas le bonheur - 1977